# Stephen Baxter
Stephen Baxter (n. 13 noiembrie 1957, Regatul Unit) este un scriitor britanic de literatură științifico-fantastic tare. Are diplome în matematică și inginerie.

## Lucrări
A publicat peste 20 de romane și un număr mare de povestiri. Traduceri în limba română: Pierdut în timp, Corăbiile timpului, povestirea din universul Xeelee Oaze de lumină (Lakes of Light - prima oară tipărită în Constellations, 2005).

### Xeelee Sequence
| Titlu             | An   | ISBN                                                           | Note |
| ----------------- | ---- | -------------------------------------------------------------- | --- |
| Raft              | 1991 | ISBN 0-246-13706-1                                             | Nominalizare la Premiul Arthur C. Clarke , 1992                                                           |
| Timelike Infinity | 1992 | ISBN 0-00-224016-5                                             | |
| Flux              | 1993 | ISBN 0-00-224025-4                                             | |
| Ring              | 1993 | ISBN 0-00-224026-2                                             | |
| Vacuum Diagrams   | 1997 | ISBN 0-00-225425-5                                             | A câștigat premiul Philip K. Dick în 1999 Colecție de povestiri.                                          |
| Reality Dust      | 2000 | ISBN 1-902880-10-2 ISBN 1-902880-11-0                          | Nuvelă (prima dată publicată cu tiraj mic de PS Publishing, ulterior apare în colecția Resplendent)       |
| Riding the Rock   | 2002 | ISBN 1-902880-60-9 ISBN 1-902880-59-5                          | Nuvelă (prima dată publicată cu tiraj mic de PS Publishing, ulterior apare în colecția Resplendent)       |
| Mayflower II      | 2004 | ISBN 1-904619-16-9 ISBN 1-904619-17-7                          | Nuvelă (prima dată publicată cu tiraj mic de PS Publishing, ulterior apare în colecția Resplendent)       |
| Starfall          | 2009 | ISBN 978-1-906301-59-0 ISBN 978-1-906301-60-6                  | Nuvelă (prima dată publicată cu tiraj mic de PS Publishing, ulterior apare în colecția Xeelee: Endurance) |
| Gravity Dreams    | 2011 | ISBN 978-1-848631-89-2 ISBN 978-1-848631-90-8 (signed edition) | Nuvelă (prima dată publicată cu tiraj mic de PS Publishing, ulterior apare în colecția Xeelee: Endurance) |
| Xeelee: Endurance | 2015 | ISBN 978-1-473212-70-1                                         | Colecție de povestiri scurte și nuvele.                                                                   |

### Destiny's Children
| Titlu        | An   | ISBN               | Note                                                    |
| ------------ | ---- | ------------------ | ------------------------------------------------------- |
| Coalescent   | 2003 | ISBN 0-345-45786-2 | Arthur C. Clarke Award nominee, 2004                    |
| Exultant     | 2004 | ISBN 0-345-45788-9 |                                                         |
| Transcendent | 2005 | ISBN 0-345-45792-7 | Nominalizare la Premiul Memorial John W. Campbell, 2006 |
| Resplendent  | 2006 | ISBN 0-575-07896-0 | Colecție de povestiri scurte și nuvele.                 |

### NASA Trilogy
| Titlu    | An   | ISBN               | Note                                             |
| -------- | ---- | ------------------ | ------------------------------------------------ |
| Voyage   | 1996 | ISBN 0-00-648037-3 | Nominalizare la premiul Arthur C. Clarke în 1997 |
| Titan    | 1997 | ISBN 0-06-105713-4 | Nominalizare la premiul Arthur C. Clarke în 1998 |
| Moonseed | 1998 | ISBN 0-06-105903-X |                                                  |

### The Web Series
Baxter a contribuit cu două cărti la această serie pentru tineri adulti. 
- Gulliverzone (1997) ISBN 1-85881-423-5
- Dreamcastle (1997) ISBN 1-85881-424-3

### Manifold Trilogy
| Titlu            | An   | ISBN               | Note                                             |
| ---------------- | ---- | ------------------ | ------------------------------------------------ |
| Manifold: Time   | 1999 | ISBN 0-345-43076-X | Nominalizare la premiul Arthur C. Clarke în 2000 |
| Manifold: Space  | 2000 | ISBN 0-345-43077-8 |                                                  |
| Manifold: Origin | 2001 | ISBN 0-345-43079-4 |                                                  |
| Phase Space      | 2002 | ISBN 0-00-651185-6 | Colectie de povestiri.                           |

### Mammoth Trilogy
| Titlu      | An   | ISBN               | Note                          |
| ---------- | ---- | ------------------ | ----------------------------- |
| Silverhair | 1999 | ISBN 0-06-105132-2 | Pentru adolescenți            |
| Longtusk   | 1999 | ISBN 0-380-81898-1 | Pentru adolescenți            |
| Icebones   | 2001 | ISBN 0-380-81899-X | Pentru adolescenți            |
| Behemoth   | 2004 | ISBN 0-575-07604-6 | Antologie a trilogiei Mammoth |

### A Time Odyssey (cuArthur C. Clarke)
| Titlu      | An   | ISBN                   | Note |
| ---------- | ---- | ---------------------- | ---- |
| Time's Eye | 2003 | ISBN 0-345-45248-8     |      |
| Sunstorm   | 2005 | ISBN 0-345-45250-X     |      |
| Firstborn  | 2007 | ISBN 978-0-345-49157-2 |      |

### Time's Tapestry
| Titlu     | An   | ISBN                   | Note |
| --------- | ---- | ---------------------- | ---- |
| Emperor   | 2006 | ISBN 0-575-07432-9     |      |
| Conqueror | 2007 | ISBN 0-575-07673-9     |      |
| Navigator | 2007 | ISBN 978-0-441-01559-7 |      |
| Weaver    | 2008 | ISBN 978-0-575-08204-5 |      |

### Flood/Ark
| Titlu | An   | ISBN                   | Note                                                                |
| ----- | ---- | ---------------------- | ------------------------------------------------------------------- |
| Flood | 2008 | ISBN 978-0-575-08058-4 | Nominalizare la Premiul British Science Fiction Association în 2008 |
| Ark   | 2009 | ISBN 978-0-575-08057-7 |                                                                     |

### Northland Trilogy
| Titlu         | An   | ISBN                   | Note |
| ------------- | ---- | ---------------------- | ---- |
| Stone Spring  | 2010 | ISBN 978-0-575-08919-8 |      |
| Bronze Summer | 2011 | ISBN 978-0-575-08923-5 |      |
| Iron Winter   | 2012 | ISBN 978-0-575-08928-0 |      |

### The Long Earth (cuTerry Pratchett)
| Titlu           | An   | ISBN                   | Note                |
| --------------- | ---- | ---------------------- | ------------------- |
| The Long Earth  | 2012 | ISBN 978-0-857-52009-8 | Cu Terry Pratchett. |
| The Long War    | 2013 | ISBN 978-0-06-206777-7 | Cu Terry Pratchett. |
| The Long Mars   | 2014 | ISBN 978-0-857-52175-0 | Cu Terry Pratchett  |
| The Long Utopia | 2015 | ISBN 978-0062297334    | Cu Terry Pratchett  |
| The Long Cosmos | 2016 | ISBN 978-0062297372    | Cu Terry Pratchett  |

### Proxima
| Titlu   | An   | ISBN                | Note            |
| ------- | ---- | ------------------- | --------------- |
| Proxima | 2013 | ISBN 978-0575116849 | Science Fiction |
| Ultima  | 2014 | ISBN 978-0575116870 | Science Fiction |

### Alte romane
| Titlu                        | An   | ISBN                   | Note |
| ---------------------------- | ---- | ---------------------- | --- |
| Anti-Ice                     | 1993 | ISBN 0-06-105421-6     | Istorie alternativă |
| The Time Ships               | 1995 | ISBN 0-06-105648-0     | A câștigat BSFA Award, 1995; Premiul John W. Campbell, 1996; Premiul Philip K. Dick, 1996; și nominalizare la premiile Hugo, Locus, Clarke și British Fantasy, 1996 Istorie alternativă. Continuare autorizată a romanului lui H. G. Wells, The Time Machine |
| The Light of Other Days      | 2000 | ISBN 0-312-87199-6     | Cu Arthur C. Clarke. |
| Evolution                    | 2003 | ISBN 0-345-45783-8     | |
| The H-Bomb Girl              | 2007 | ISBN 0-571-23279-5     | Pentru adolescenți |
| Doctor Who: The Wheel of Ice | 2012 | ISBN 978-1-445-89803-2 | Roman din universul Doctor Who |
| The Medusa Chronicles        | 2016 | ISBN 1481479679        | Cu Alastair Reynolds; continuare a romanului lui Arthur C. Clarke, A Meeting with Medusa. |

### Alte colecții de povestiri
| Titlu                  | An   | ISBN               | Note                                                    |
| ---------------------- | ---- | ------------------ | ------------------------------------------------------- |
| Traces                 | 1998 | ISBN 0-00-649814-0 | Colecție de povestiri.                                  |
| The Hunters of Pangaea | 2004 | ISBN 1-886778-49-3 | 18 povestiri și 5 eseuri de știință și science fiction. |

### Ficțiune scurtă
| Titlu                       | An   | Prima oară publicată în                          | Retipărită în |
| --------------------------- | ---- | ------------------------------------------------ | --- |
| "The Saddle Point Sequence" | 1996 | Science Fiction Age (iulie 1996)                 | |
| "Formidable Caress"         | 2009 | Analog 129/12 (decembrie 2009)                   | The Best Science Fiction and Fantasy of the Year : Volume Four, ed. Jonathan Strahan (Night Shade Books, 2010)          |
| "Return to Titan"           | 2010 | Godlike Machines, Jonathan Strahan, ed.          | The Year's Best Science Fiction: Twenty-eighth Annual Collection, Gardner Dozois, ed., (St. Martin's Griffin, NY, 2011) |
| "The Invasion of Venus"     | 2010 | Engineering Infinity, edited by Jonathan Strahan | |

### Non-fiction
| Titlu                    | An                   | ISBN               | Note                                                        |
| ------------------------ | -------------------- | ------------------ | ----------------------------------------------------------- |
| Deep Future              | 2001                 | ISBN 1-85798-844-2 | Examinare științifică a viitorului posibil al umanității.   |
| Omegatropic              | 2001                 | ISBN 0-9540788-1-0 | În mare parte critică a science-fiction-ului.               |
| Revolutions in the Earth | 2003 (UK)            | ISBN 0-297-82975-0 | James Hutton & True Age of the World                        |
| Ages in Chaos            | 2004 (United States) | ISBN 0-7653-1238-7 | James Hutton & Discovery of Deep time                       |
| The Science of Avatar    | 2011                 | ISBN 0-297-86343-6 | Examinează conceptele prezentate în filmul din 2009 Avatar. |

## Premii literare
| Premiu                                               | An   | Pentru cartea          | Povestiri tipărite în              |
| ---------------------------------------------------- | ---- | ---------------------- | ---------------------------------- |
| BSFA Award SF Novel                                  | 1995 | The Time Ships         |                                    |
| Sidewise Award for Best Short Form Alternate History | 1995 | Brigantia's Angels     | Traces                             |
| John W. Campbell Award                               | 1996 | The Time Ships         |                                    |
| Philip K. Dick Award                                 | 1996 | The Time Ships         |                                    |
| Sidewise Award for Best Long Form Alternate History  | 1996 | Voyage                 |                                    |
| BSFA Award Short Fiction                             | 1997 | War Birds              | Phase Space                        |
| SF Chronicle Award Best Novelette                    | 1998 | Moon Six               | Traces                             |
| Analog Award Best Short Story                        | 1998 | Moon-Calf              | Phase Space                        |
| Philip K. Dick Award                                 | 1999 | Vacuum Diagrams        |                                    |
| Analog Award Best Short Story                        | 2000 | Sheena 5               | Phase Space                        |
| Locus Poll Award Best Novelette                      | 2000 | Huddle                 | Phase Space                        |
| Asimov's Readers' Poll Novelette                     | 2001 | On the Orion Line      | Resplendent                        |
| BSFA Award Non-Fiction                               | 2001 | Omegatropic            |                                    |
| Analog Award Best Short Story                        | 2002 | The Hunters of Pangaea | Evolution & The Hunters of Pangaea |
| BSFA Award Short Fiction                             | 2004 | Mayflower II           | Resplendent                        |

Povestirea Last Contact a fost nominalizată în 2008 la Premiul Hugo pentru cea mai bună povestire.